# Рязань (баскетбольный клуб)
«Рязань» — российский баскетбольный клуб. Выступает в Первенстве ЦФО.

## История
Впервые на всесоюзной арене рязанская команда под названием «Буревестник» появилась в 1987 году, успешно преодолев сито республиканских отборочных стартов. Рязанцы, уже под названием «Интерьер», в 1991—1992 годах выиграли соревнования Второй лиги и добились повышения в классе.
Получив новое имя «Нефтяник», коллектив войдя в число лидеров первой лиги. В результате реорганизации российского баскетбола команда получила путевку в высшую лигу российского чемпионата.
В 1999 году был создан БК «Витязь», учредителем которого, наряду с представителями местного бизнеса и администрацией города, стал российский баскетболист Сергей Панов. Возглавил команду его отец — заслуженный тренер России Юрий Панов. Сезон-2001/02 стал наиболее успешным в истории «Витязя». Имея в составе таких игроков как Сергей Минашкин, Александр Дранков, Сергей Безроднов, Константин Сафронов рязанцы долгое время лидировали в чемпионате и только эпидемия травм в концовке сезона и невезение не позволили команде подняться выше 5-го места. В 2005 году дублирующий состав «витязей» — «Мещера» — стал победителем Первенства Центрального федерального округа России. Набрав в домашнем матче со «Ставрополем-Пограничником» 55 очков, Сергей Минашкин установил рекорд результативности Высшей лиги.
В 2006 году команда вышла в Суперлигу Б, под руководством местного специалиста Юрия Меликова за несколько туров до финиша забронировав второе место в турнирной таблице, уступив только лидерам соревнований, дочерней команде чемпиона России, ЦСКА-«Тринте».
В 2011 году БК «Рязань» подписал договор о сотрудничестве с клубом Профессиональной баскетбольной лиги «Нижний Новгород». В сезоне 2011/12 был показан лучший результат в истории. Сербский специалист Зоран Цветанович вывел команду на пик формы к главным матчам сезона — серии плей-офф. Обыграв в четвертьфинале вторую команду регулярного чемпионата «Атаман» 2-0, в полуфинале дав бой «Университету-Югре» (1-2), в серии за 3-е место БК «Рязань» обыграл «Северсталь» 2-0.
В сезоне-2012/13 БК «Рязань» в 1/8 финала под руководством молодого местного наставника Дениса Тимакова впобедил столичное «Динамо» 2-1, несмотря на преимущество своей площадки у соперников.
Летом 2019 года было принято решение, что в сезоне 2019/2020 БК «Рязань» сыграет в Первенстве Центрального федерального округа.

## Талисман
Талисманом БК «Рязань» является зубр, которого разводят на территории Окского биосферного государственного заповедника.

## Результаты выступления
| Сезон     | Лига                   | Игр | Выиграно | Проиграно | Очков | Разница мячей | Место |
| --------- | ---------------------- | --- | -------- | --------- | ----- | ------------- | ----- |
| 2006/2007 | Высшая А               | 60  | 48       | 12        | 108   | 4837:4201     | 2     |
| 2007/2008 | Суперлига Б            | 48  | 20       | 28        | 68    | 3597:3737     | 12    |
| 2008/2009 | Суперлига Б            | 56  | 25       | 31        | 81    | 4466:4515     | 9     |
| 2009/2010 | Суперлига Б            | 48  | 22       | 26        | 70    | 3594:3662     | 8     |
| 2010/2011 | Суперлига              | 40  | 15       | 25        | 55    | 2908:3101     | 8     |
| 2011/2012 | Суперлига              | 32  | 13       | 19        | 45    | 2343:2378     | 3     |
| 2012/2013 | Суперлига              | 28  | 13       | 15        | 41    | 2092:2039     | 7     |
| 2013/2014 | Суперлига              | 26  | 18       | 8         | 44    | 2016:1893     | 5     |
| 2014/2015 | Суперлига              | 30  | 18       | 12        | 48    | 2363:2269     | 8     |
| 2015/2016 | Суперлига (1 дивизион) | 30  | 19       | 11        | 49    | 2452:2201     | 8     |
| 2016/2017 | Суперлига (1 дивизион) | 22  | 4        | 18        | 26    | 1531:1884     | 11    |

## Главные тренеры
- 2006—2007 —  Николай Гришин
- 2007—2008 —  Йован Беадер
- 2008—2010 —  Алексей Безнебеев
- 2010—2011 —  Алексей Васильев
- 2011—2012 —  Зоран Цветанович
- 2012—2017 —  Денис Тимаков
- 2017—2018 —  Павел Гооге[2]
- 2018 —  Денис Тимаков
- С 2018 —  Алексей Бензебеев

## Известные игроки
Никита Степаненков